# Divine (chanson de Sébastien Tellier)
Pour les articles homonymes, voir Divine.
Chansons représentant la France au Concours Eurovision de la chanson
L'Amour à la française
(2007) Et s'il fallait le faire
(2009)
Pistes de Sexuality
Look Pomme
Divine est une chanson interprétée par Sébastien Tellier  pour représenter la France au Concours Eurovision de la chanson 2008 qui se déroulait à Belgrade, en Serbie. Elle provient de son album de 2008 Sexuality. Chantée en anglais sur l'album, elle a été chantée en anglais avec deux lignes en français à l'Eurovision.
Il s'agit de la dix-neuvième chanson interprétée lors de la soirée, après Ani Lorak qui représentait l'Ukraine avec Shady Lady et avant Elnur et Samir (en) qui représentaient l'Azerbaïdjan avec Day After Day (en). À l'issue du vote, elle a obtenu 47 points, se classant 18e sur 25 candidats, ex aequo avec la Suède,.
Elle a également été utilisée dans une publicité télévisée pour Renault Mégane.

## Polémique
Le choix de cette chanson en grande partie chantée en anglais pour représenter la France provoque une polémique en France, où le député UMP de l'Oise François-Michel Gonnot, se dit « choqué » du choix d'une chanson en anglais pour représenter la France et évoque un « mauvais signe adressé à toute la communauté francophone » et demande au Ministre de la Culture d'intervenir auprès de France 3 et de l'Eurovision pour qu'une chanson interprétée en français représente la France. Pourtant, en 1996, une autre langue que le français avait représenté la France au Concours Eurovision. Il s'agissait de Diwanit Bugale (Germez/Que naissent les enfants), chanson écrite et interprétée en breton par le chanteur Dan Ar Braz accompagné de L'Héritage des Celtes . Et en 1992, le chanteur Kali avait chanté en créole. En 2001, Natasha St-Pier avait chanté les deux tiers de sa chanson en français et la fin en anglais. En 2004, Jonatan Cerrada avait chanté quelques lignes d'espagnol. En 2007, les Fatals Picards avaient chanté en « franglais ».
Cependant, à propos de la sélection de sa chanson, Sébastien Tellier affirma que France 3 avait choisi ce titre parmi ce qu'il avait déjà composé ; il déclara également sur RTL : « Si on m'avait demandé de faire une chanson exprès pour l'Eurovision, forcément, j'aurais fait un truc en français. ». Néanmoins, il ajouta : « Ce n'est pas parce que je chante en anglais à l'Eurovision que demain matin la baguette sera moins bonne. »,. Il accepta finalement d' « ajouter quelques lignes en français » à sa chanson.

## Prestation

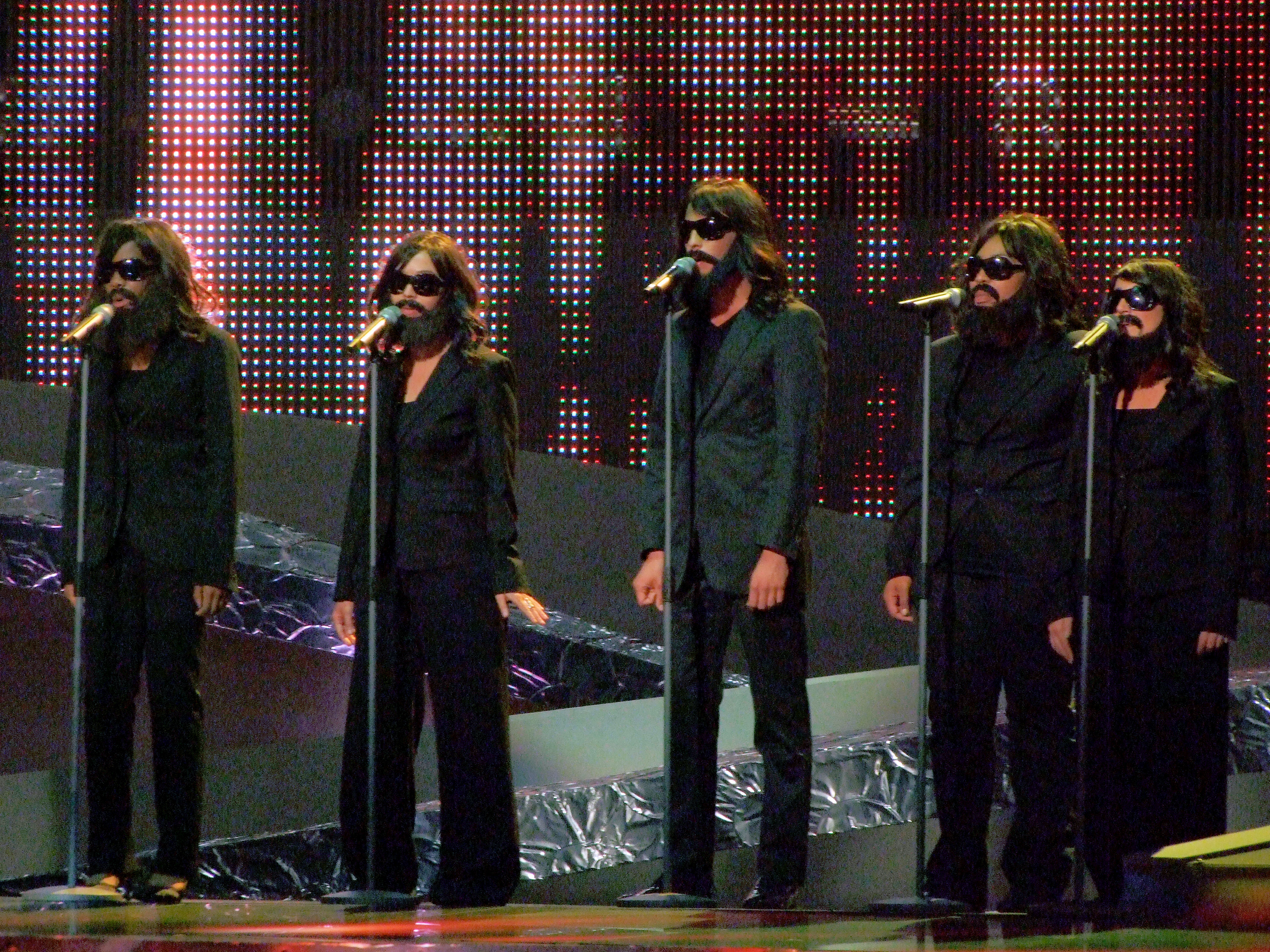
Choristes de Sébastien Tellier pour le Concours Eurovision 2008

Lors de la prestation de Sébastien Tellier à l'Eurovision, un passage de la chanson est en français : « Toi et moi c'est comme tu sais ; pour moi l'amour chante en français », et fut accompagné par Falone Tayoung, Sheliyah Masry, Abigael et Stanislas Debit, Marie Djemali de SGS (Soul & Gospel Singers, de Paris), portant des postiches. Il arriva également en scène en voiturette de golf. Il modifia sa voix pendant sa prestation, avec un ballon gonflé à l'hélium.
Il finit 18e sur 25 candidats, ex æquo avec la suédoise Charlotte Perrelli (tous deux 47 points).

## Écriture et inspiration
Les paroles font références aux « Chivers » : la bande de jeunes dans le film Steak (où il joue un second rôle). Sébastien Tellier avait d'ailleurs composé des titres de la bande son du film Steak, mais Divine n'en fait pas partie.

## Classements
| Classement (2008)                      | Meilleure position |
| -------------------------------------- | ------------------ |
| Belgique (Flandre Ultratop 50 Singles) | 15                 |
| Belgique (Wallonie Ultratip 50)        | 22                 |
| Danemark (Tracklisten)                 | 39                 |
| Suède (Sverigetopplistan)              | 4                  |